# Белобрюхая амазилия
Белобрюхая амазилия (лат. Saucerottia edward) — центральноамериканский вид стрижеобразных птиц из подсемейства Trochilinae. Эти птицы встречаются на пастбищах, плантациях, в сельских садах, городских местностях, засушливых саваннах, а также в субтропических и тропических засушливых и влажных лесах и засушливых (низменных) кустарниковых местностях; обитают на высоте до 1800 метров над уровнем моря.

## Описание
Колибри размером 10 см. Голова и верхняя часть груди окрашены в зелёный цвет с металлическим отливом. Нижняя часть груди и живот чисто-белые. Спина и гузка — медного цвета с металлическим отливом. Хвост, обычно, медного цвета у восточной популяции и иссиня-черный у западной популяции.

## Подвиды
Выделяют четыре подвида:
- Saucerottia edward niveoventer (Gould, 1851) — обитает на юго-востоке Коста-Рики, на западе и в центральной части Панамы (включая остров Коиба)
- Saucerottiaedward edward (DeLattre & Bourcier, 1846) — обитает в Панаме (от Зоны Панамского канала до запада Дарьена)
- Saucerottia edward collata (Wetmore, 1952) — обитает в центральной Панаме
- Saucerottia edward margaritarum Griscom, 1927 — обитает на островах севера Панамского залива (Жемчужные острова, остров Табога[англ.] и остров Taboguilla) и в восточной Панаме